# Carn de cabrit

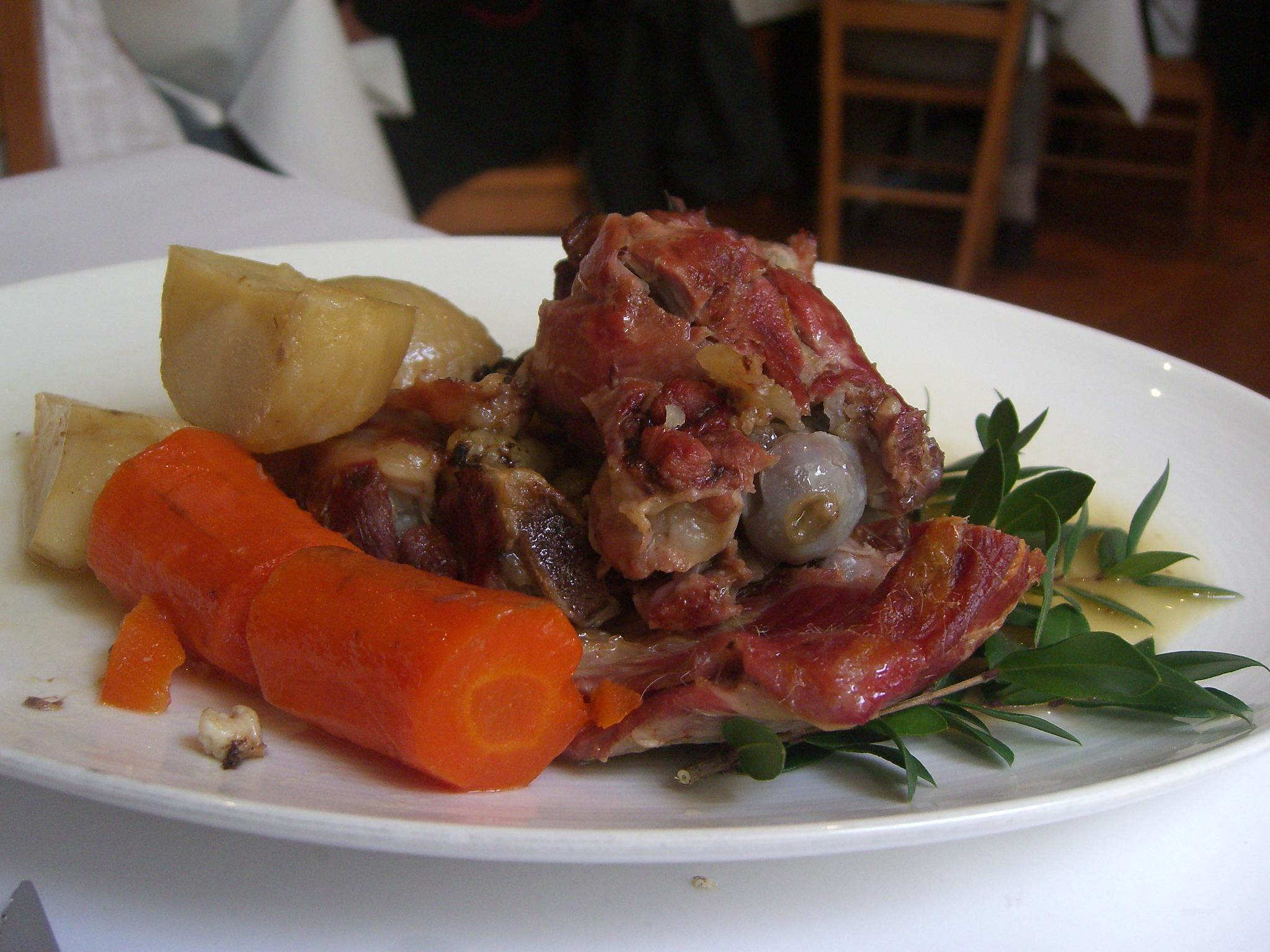
Carn de cabrit rostida.

La carn de cabrit o carn de cabra prové de la cabra domèstica (Capra aegagrus hircus) i s'utilitza com a aliment a diferents parts del món, si bé té diferents nivells d'acceptació a les diferents cultures. L'habilitat que posseeix la cabra per digerir cel·lulosa de les plantes fa que sigui un animal que es pugui criar en els entorns més pobres. Les cabres produeixen quatre productes bàsics a la humanitat: carn, llet, fibra i  pell.
A Catalunya la carn de cabra més consumida és la de cabrit, és a dir, la cria de la cabra fins a 2-4 mesos d'edat. Això fa que habitualment es parli més de carn de cabrit, o simplement cabrit, que de carn de cabra, especialment en l'àmbit de l'alimentació, la gastronomia i la indústria càrnia.

## Característiques
Tot i estar classificada com a carn vermella, la carn de cabra és més magra i conté menys colesterol, greix i proteïna que la de xai o la de vedella, i menys calories que la carn de boví o de pollastre. Això fa que requereixi una cocció a lenta per a preservar-ne la tendresa i la humitat.
La qualitat de la carn es veu molt afectada per factors com l'edat i el sexe. Així, la carn dels exemplars joves (cabrits) és molt saborosa mentre que aquesta característica disminueix amb l'edat de la cabra. Els exemplars mascles (bocs) tenen una glàndula que segrega olors inacceptables per a la majoria dels consumidors. Això fa que alguns mercats només acceptin els exemplars joves. La carn de cabra tendeix a assecar-se a causa de la seva acumulació localitzada de greix.
S'anomena cabrit a la cria de la cabra de fins a 2-4 mesos d'edat. La carn del cabrit s'assembla a la carn de xai de llet. El cabrit es consumeix a Portugal, Espanya, Itàlia, Grècia, i en alguns països d'Àfrica, Orient Mitjà i Àsia. A l'Amèrica Llatina es consumeix àmpliament a Perú, on és usat en el seco de cabrito, plat típic de la ciutat de Trujillo i en el Departament de la Libertad; a Mèxic, on és el plat típic de la ciutat de Monterrey i de l'estat de Nuevo León; a Brasil, Uruguai, Argentina, Xile i en l'occident de Veneçuela, particularment als estats de Falcón, Lara i Zulia, on és molt abundant i apreciat.

## Producció
| País/Regió     | Carn de cabra (milions t) |
| -------------- | ------------------------- |
| Món            | 4.8                       |
| Àfrica         | 1.1                       |
| Nigèria        | 0.26                      |
| Sudan          | 0.19                      |
| Àsia           | 3.4                       |
| Afganistan     | 0.04                      |
| Pakistan       | N/A                       |
| Índia          | 0.48                      |
| Bangladesh     | 0.21                      |
| Xina           | 1.83                      |
| Aràbia Saudita | 0.024                     |
| Amèriques      | 0.15                      |
| Mèxic          | 0.04                      |
| EUA            | 0.022                     |
| Europa         | 0.012                     |
| Regne Unit     | N/A                       |
| França         | 0.007                     |
| Oceania        | 0.018                     |

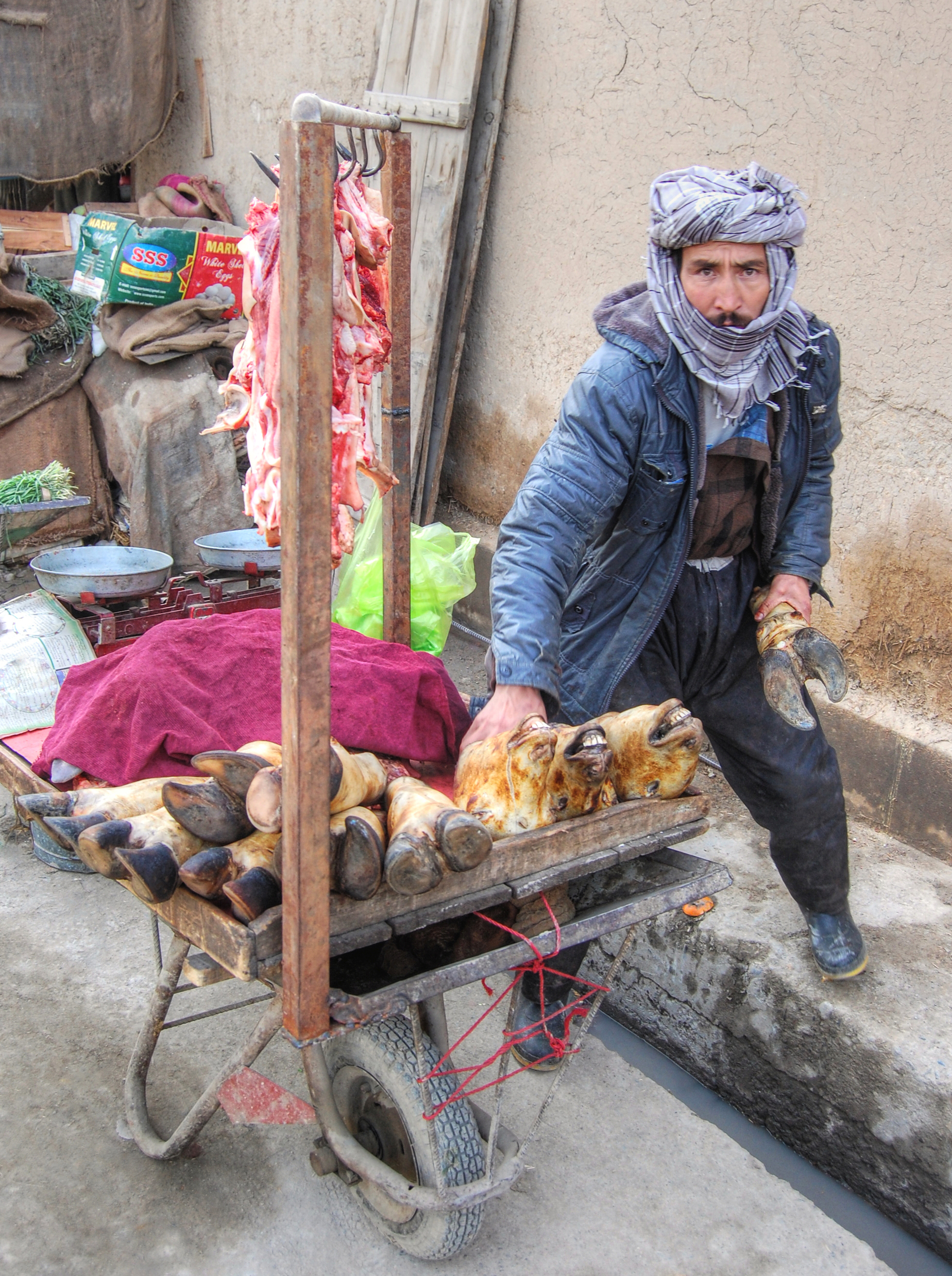
Venedor de carn de cabra a Kabul

Les cabres es van domesticar per primer cop a l'Orient pròxim procedent de la Capra aegarus. És molt possible que la domesticació comencés en àrees properes a les Muntanyes Zagros. Se sap aquest detall de les excavacions arqueològiques realitzades a l'àrea, i l'abundància relativa d'ossos de cabra que s'hi han trobat permet datar aquesta domesticació en períodes propers al Neolític.

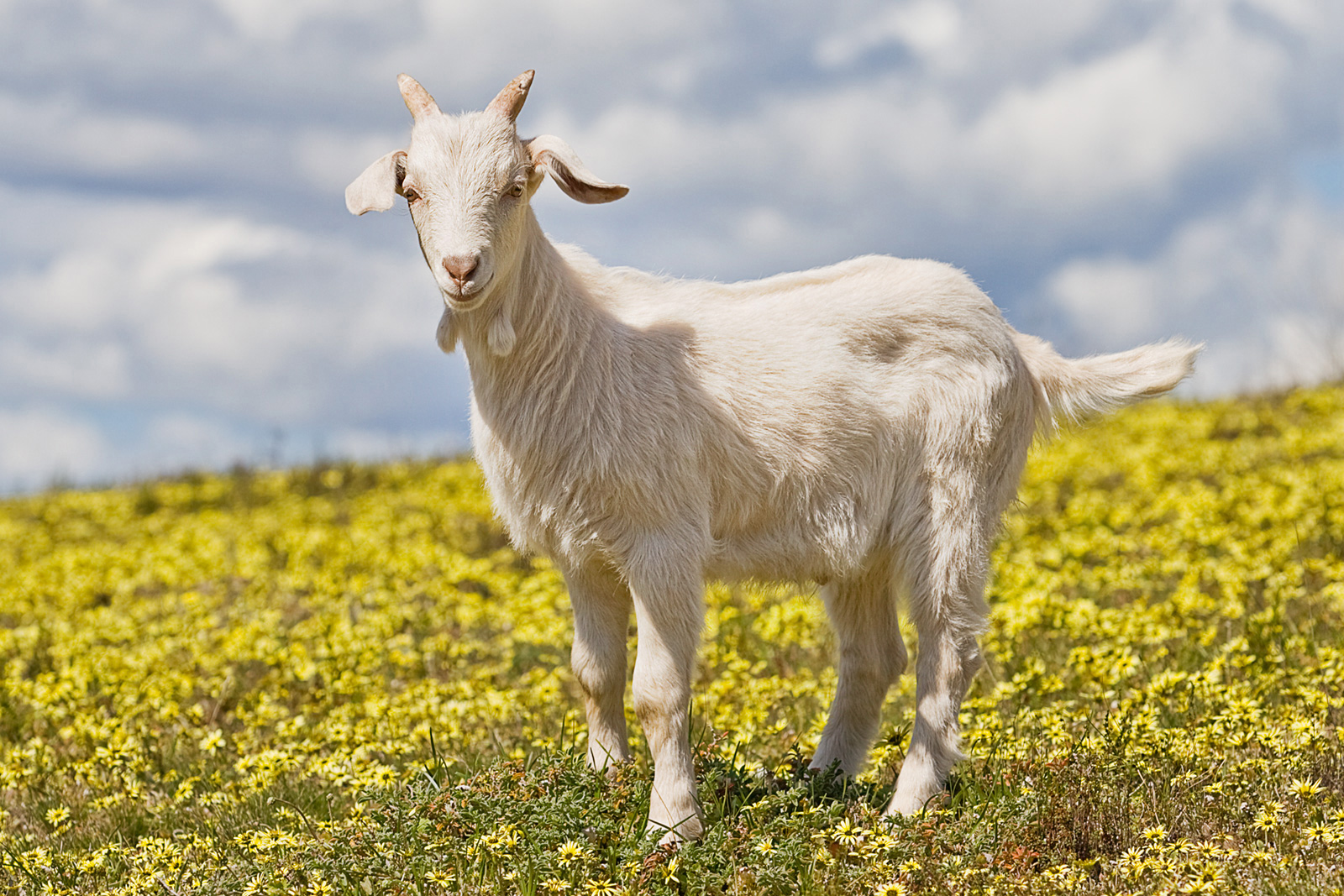
Cabra domèstica

En l'actualitat la cabra forma part de les economies de subsistència, ja que produeix productes útils amb poca inversió. És per aquesta raó que el noranta per cent de la producció mundial recau en països no-industrialitzats. La seva adaptació a diferents climes, ja siguin secs o humits, fa que es pugui trobar aquest animal en una extensió gran del planeta. La carn de cabra és especialment important a l'Orient Pròxim i Àsia meridional; en canvi, al nord d'Europa i a Amèrica del Nord (exceptuant Mèxic) el seu consum és més baix. La carn d'un animal sacrificat pot guardar-se dos o tres dies, això fa que una família pugui alimentar-se'n durant aquest temps. La seva carn triga més a fer-se malbé que la de la vaca.
La producció de carn de cabra està creixent ràpidament a nivell mundial, però encara suposa menys del 4% del total de producció de carn. Més del 70% de la població del món menja carn de cabra, suposant un 6% del consum mundial de carn vermella. És una aliment bàsic a Àfrica, Àsia i Amèrica Central i del Sud, i una exquisidesa en algunes cuines europees. Als EUA, Canadà i països nord-europeus el consum de carn de cabra és menys habitual, però últimament s'està estenent en alguns nínxols de mercat, en particular entre els immigrants asiàtics o africans que prefereixen la carn de cabra a altres tipus de carn. Als Estats Units, els últims trenta anys, els sacrificis de cabres en escorxadors s'ha doblat cada 10 anys, arribant a gairebé un milió de caps anuals.
Des del punt de vista de la ramaderia intensiva, la carn de cabra té alguns desavantatges comparada amb altres carns: d'una banda, el seu alt consum metabòlic fa que la carn sigui menys rendible per als productors de carn (uns tres-cents cinquanta quilograms de vaca requereixen la mateixa energia que sis cabres, cadascuna pesant vint quilograms). D'altra banda, una cabra produeix unes 40 lliures (18 kg) de carn, molt menys que un cap de boví o porcí, pel qual sovint són menys apropiades per als processos de la indústria càrnia moderna.
A Catalunya anualment se sacrifiquen als escorxadors 84.892 caps de bestiar cabrum. A Catalunya es consumeix la carn de cabrit molt jove, normalment criat en granja, alimentat només amb llet i amb una edat entre 10 o 12 setmanes. Com a Europa, a Espanya també ha disminuït el consum de carn d'oví i cabrum, passant dels 3,6 kg per capita el 2004 a 2,37 kg el 2011 (-34,2%). Encara que no sigui remunerador per als productors, el preu de la carn de xai i cabrit, comparativament alt, no n'afavoreix el consum.

## Usos culinaris

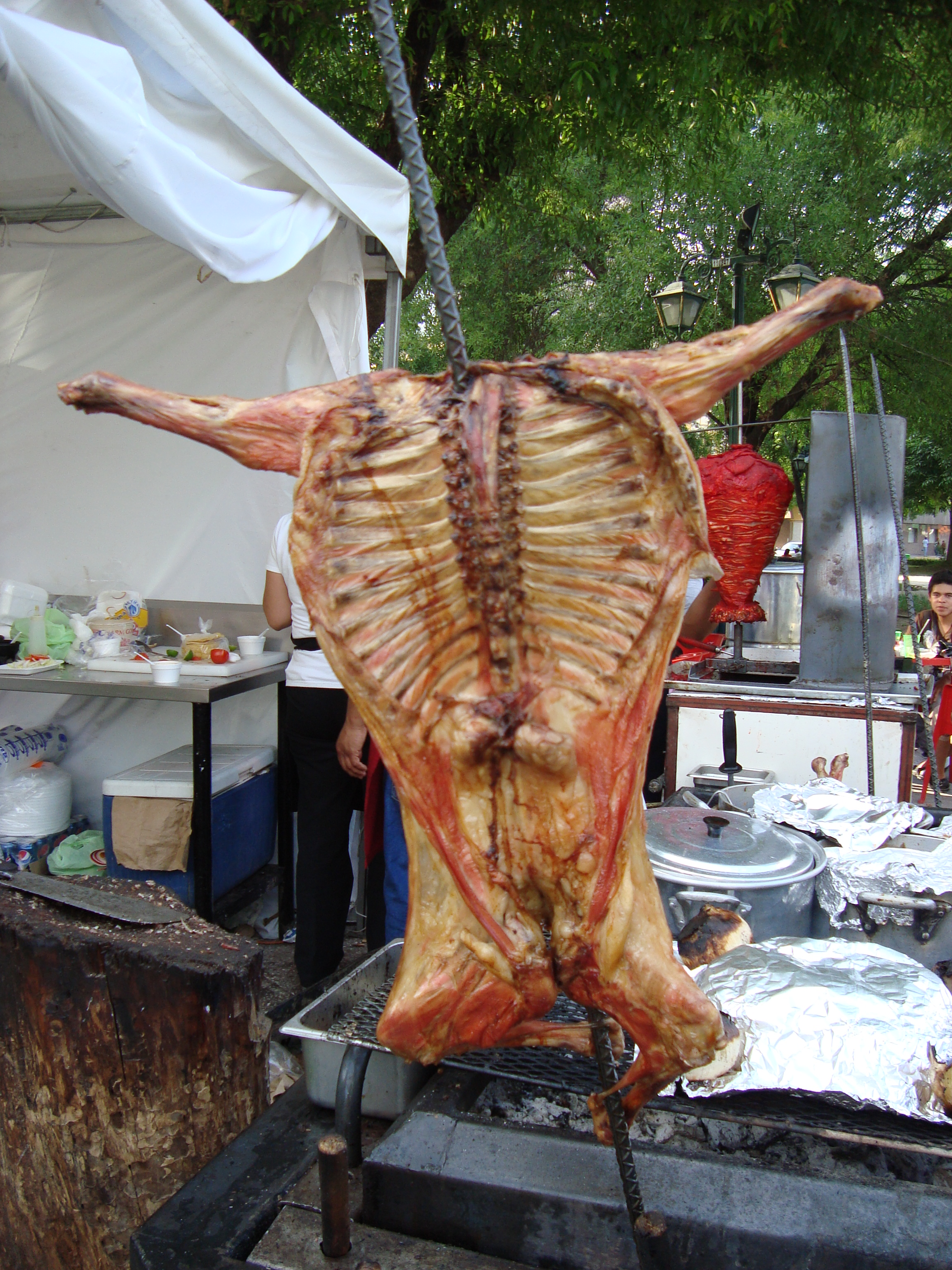
Cabrit a l'estil tradicional de Monterrey, Mèxic

Un dels principals usos culinaris de la carn de cabra prové del sacrifici d'animals joves (cabrits). No obstant això altres vísceres i parts de l'anatomia de la cabra adulta s'empren en les cuines del món, com ara els ronyons. La carn de cabra és saborosa i menys dolça que la carn de boví, però una mica més que el xai. Es pot preparar en una varietat de formes, com ara ser estofat, al curri, al forn, a la planxa, a la graella, picat, en llauna, fregida, o fet en salsitxes. Per regla general les aplicacions culinàries emprades amb la carn de xai són aplicables, de la mateixa manera, a la carn de cabra. Se sol emprar en rostits o estofats diversos al llarg del món. Exemples d'estofat són la caldereta (emprada a Espanya i Filipines), els  cargols amb cabrit a la cuina portuguesa, el kari kambing (una mena de curri elaborat a Indonèsia), els tagins marroquins com el tagine bel kharouf. També pot dessecar-se a l'aire i fer-ne cecina (o pernil).

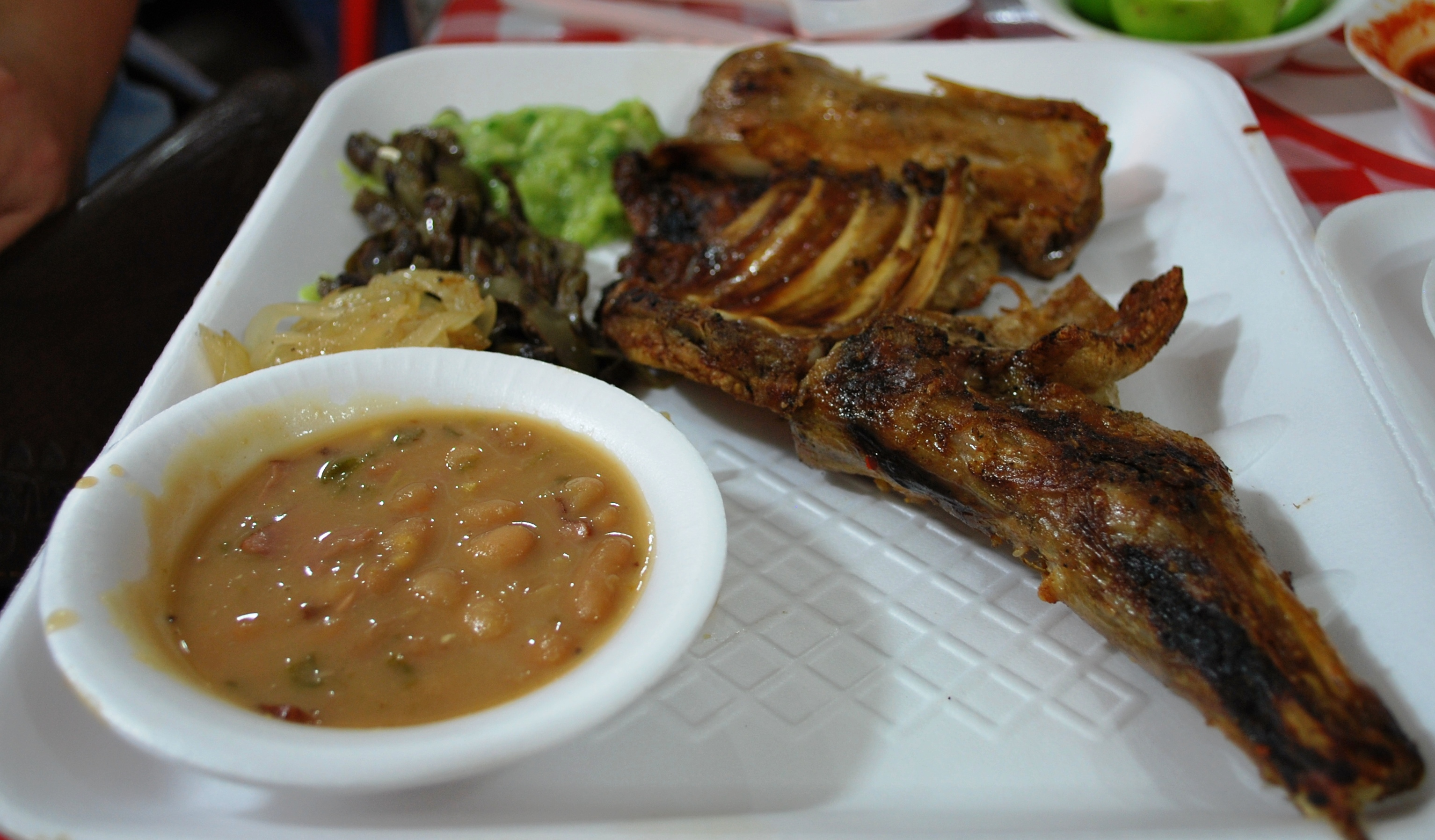
Plat de cabrit

Als Països Catalans és també un tipus de carn consumida tradicionalment. Algunes especialitats gastronòmiques catalanes amb carn de cabrit són:
- cabrit: a l'estil mediterrani, a la brasa, a la llosa, al forn, al forn amb aroma d'alls tendres, amb esqueixada de moixama, amb all, arrebossat, rostit.
- carré de cabrit: a la brasa, al forn amb herbes provençals, al forn, lletons i favetes amb pernil ibèric.
- costelles de cabrit: a la brasa, la graella, a la llosa, a la milanesa, a la planxa, amb alls tendres, amb carxofes, arrebossades.
- costelles i mitjanes de cabrit a la brasa.
- costelletes de cabrit: amb all, arrebossades amb guarnició.
- cuixa de cabrit: a la brasa, a la segoviana, al forn, al forn amb prunes i pinyons, farcida de foie gras i poma, encenalls d'espatlla de cabrit amb verduretes sobre coulis de moniato.
- espatlla de cabrit: a la brasa, a la segoviana, al forn, al forn a l'estil del nord, al forn amb prunes i pinyons, al forn amb verduretes, amb puré de patates, ceba cruixent i crostonets de pa torrat, rostida.
- espatlla i cuixa de cabrit: confitades amb salsifís i patates.

## Consideracions religioses
Es pot pensar que la carn de cabra pugui ser un aliment tabú per a algunes cultures. No obstant això la seva carn és acceptada per religions com l'islam i l'hinduisme. El judaisme permet igualment el seu consum per ser kosher.